# Доктор Фаустус
„Доктор Фаустус“ (на немски: Doktor Faustus) е роман от германския писател Томас Ман (1875-1955), публикуван през 1947 година.
Донякъде с основание в историята на литературата се е наложило мнението, че ако Прометей е най-чистото създание на елинската народна мисъл, а Дон Жуан – въплъщение на романския дух, то Фауст е типичен представител на немската национална същност и немската душа.
Защото у Фауст е заложен тъкмо онзи съкровен стремеж към безпределност и дълбочина, така характерен за северната мисъл с нейните съдбовни пориви към вечното, трайното, непостижимото. Един самотен мислител и изследовател, един теолог и философ в отшелническата си килия, който от жажда за земни наслади и власт над света продава душата си на злите сили – това е Фауст. Още средновековната литературна фантазия вижда в героя на преданията и легендите олицетворение на човешкото изкушение и влага в образа му моралния елемент на предупреждението, напомнянето, поуката.
Историите за доктор Фауст
Полугений, полушарлатанин, историческата личност Йохан Фауст от края на XV век и началото на XVI век прекарва живота си в най-разнообразни и чудати приключения. Той изучава в Краковския университет химия и физика, а после овладява тайните на магията и тук надминава всички свои велики съвременници. Подобно на другите магьосници Фауст води скитнически живот, пътува от една страна в друга и си създава огромна слава със своите хороскопи и предсказания. Около 1540 година намерили Фауст убит от ученика си Вагнер и това дало повод да се предположи, че прочутият магьосник бил сключил договор с дявола и му продал душата си. Само няколко десетилетия след смъртта му вече се носели за Фауст фантастични легенди, които били записани в така наречените „народни книги за доктор Фауст“.
Заглавието на народната книга, издадена през 1587 година от франкфуртския печатар Йохан Шпис, гласи: „Историята на доктор Йохан Фауст, знаменития магьосник и чернокнижник, за това как подписал с Дявола договор за определен срок, какви странни чудеса видял и сам извършил през това време, додето накрая получил заслужено възмездие, в по-голямата си част заета от оставените подир смъртта му съчинения и напечатана, за да служи като ужасяващ и отблъскващ пример и като чистосърдечно предупреждение към всички дръзки, любопитни и безбожни хора“
В книгата се разказва как Фауст изучава във Витенберг богословие, проявява огромна способност за науката, голям ум и съобразителност. Той получава титлата доктор по теология, но това не го задоволява. Желанието му е да узнае първопричината на всички неща и затова се залавя с магия и астрология. Много дни и нощи проседява Фауст над тайнствените знаци, преди да се реши да изпита своето умение. Една нощ в гората край Ваймар той призовава Дявола, води диспут с него и след като се отрича от Бога, подписва договор за двадесет и четири години.
Когато Фауст направил разрез на дланта си, за да потвърди облога, неговата кръв го възпряла от дръзката стъпка, като се изляла в буквите: „O, homo, fuge!“ – „О, човече, бягай!“ Но Фауст не обърнал внимание на предупреждението и така договорът бил сключен. Мефистофел изпълнил всичките му желания, дал в ръцете му небивала власт и го направил знаменит алхимик. Но това не стигало! Фауст придобил знания за устройството на небето и земята, спуснал се в Ада, скитал из небесните селения и изпитал необикновени усещания и преживявания. Накрая се свързал в брак с извиканата от подземното царство сянка на древната красавица Елена. Последните си дни Фауст прекарал в дълбока скръб поради наближаващия край на срока. В уречения ден дяволът го убил и сред страшна буря отнесъл душата му в пъкъла.
За времето си книгата имала огромен успех, преписвали я из цяла Германия, макар църквата да виждала в нея изкушения за младежите, а в Тюбинген дори започнали да затварят студентите, които съчинявали стихове за Доктор Фауст.
„Фауст“ на Гьоте
Две столетия по-късно Фаустовата тема достига своя литературен връх в лирическата трагедия на Йохан Волфганг Гьоте, проникната от духа на немското Просвещение. Тук Фауст вече е издигнат до висотата на миров тип, на символ за човека изобщо; той е мечтател, копнеещ да проникне в божественото, стремящ се към сливане с Космоса, към опознаване на Всемира. Неговата трагедия вече не е трагедия на изкушението, а се заключава в мъчителната борба между вяра и безверие, между съзерцанието на безконечното и ограничеността на човешката мощ. На средновековния възглед, че човешката природа е греховна, а разумът безсилен да обясни и разбере света, Гьоте противопоставя убеждението, че всички заблуди и затруднения се превъзмогват в творчеството. Неговият Фауст приема договора с Мефистофел само като възможност да задоволи стремежа си към дейност. Затова в поемата на Гьоте липсва един от най-съществените моменти на класическата легенда: наказанието; трагедията завършва с възторжен химн, ангелите отнасят към бога безсмъртната същност на Фауст.
Така Гьоте прославя всепобеждаващата сила на любовта, в която съзира вечната творческа мощ на природата. По този начин в неговия „Фауст“ се осъществява, но вече хуманизирана, средновековната „божествена магия“, която избавя човека от проклятие във вечния, космически път на неговото развитие.
Човекът на изкуството и проклятието
Едно столетие след възникването на Гьотевия „Фауст“, в годините на Втората световна война Томас Ман придава на странстващия във времето сюжет, нови, неочаквани измерения. Героят на неговия роман „Доктор Фаустус“ е човек на изкуството. С това продължава тематичното разрастване, започнало някога с живота и делото на историческата личност Георг Фауст, като тук се обединяват важни мотиви от немската средновековна легенда и „народната книга“ с прозренията на просветителя Гьоте.
Героят на Томас вече не е магьосник и чернокнижник, нито учен и философ, а човек на изкуството, който създава произведенията си през първата половина на XX век. Нещо повече, той е композитор, а тъкмо музиката има най-близко родство с дяволското, с ирационалното, с исторически проявената податливост на немеца към изкушенията на политическото фокусничество, към националсоциалистическата мания за величие и световно господство.
Сам Томас Ман обяснява това превъплъщение на класическия герой в речта си „Германия и германците“, произнесена през 1945 година след военното, стопанското и нравствено поражение на Германия под водачеството на Хитлер: „Голям пропуск в преданието и поемата е, че в тях Фауст не е представен във връзка с музиката. Той трябваше да бъде музикален, трябваше да бъде музикант. Музиката е демонична област... Тя е най-пресметнат ред и същевременно хаотична ирационалност, наситена със заклинателни, вълшебнически жестове, истинска магия на числата, най-чуждото на действителността и същевременно най-страстното от всички изкуства – абстрактно и мистично. Ако трябва да смятаме Фауст за представител на немската душа, той трябваше да бъде музикален; защото абстрактно и мистично, тоест музикално, е отношението на немеца към света – отношение на демонично облъхнат професор, непохватен и повлиян при това от високомерното съзнание, че превъзхожда света по дълбочина“.
Така дяволското на музиката се свързва с дяволското на легендата, променя го и му придава естетическите измерения на двадесетия век. „Доктор Фаустус“ може да бъде разглеждан и като своеобразна духовна биография на немския философ Фридрих Ницше, чието име трагично се вплете в съдбата на немския народ, а и на целия свят през годините на нацисткото безумие. Подобно на обвеяния с мрачна слава мислител, героят на Томас Ман още като студент попада в публичен дом, след което съзнателно се заразява от сифилис.
По този начин съвременният Фауст „сключва“ своя договор с дявола за определен срок, през който под въздействието на сифилитичните спирохети ще изживее разцвет на художествената си дарба. По думите на Томас Ман „това е спогодба, която трябва да помогне на един горд, заплашен от безплодие дух да избяга от тежката криза на културата в страстната му жажда да даде на всяка цена изход на творческите си сили.“ Болестта, която немският композитор Адриан Леверкюн е придобил, символизира съюзяването със силите на злото и осъществява тайната връзка между епоха и гений. Наистина Леверкюн успява да създаде своята грандиозна оратория „Apocalipsis cum figuris“, сътворява я в състояние на изключителен духовен подем, на трескава, мъчителна еуфория, но в отплата трябва да се лиши от топлината на човешката любов и да живее сред сковаваща и непреодолима самота. Композиторът сам се обкръжава със студена, ледена стена. Най-силно той чувства този хлад, когато остава сам със собствената си съвест, със своята същност. Студът прониква и в изкуството му. Леверкюн се усеща преситен от една лъхаща „огън и жар“, обременена от емоции музика. И той се стреми към „охладяване“ чрез създаване на нови технически похвати и правила. Така студът се извисява до символ, превръща се в проклятието на твореца, в негово непосилно бреме. В края на договорния период героят изпада в духовно помрачение и неговата лудост избухва, тъкмо когато той изпълнява на пиано демоничната си кантата „Плачът на Доктор Фаустус“. Нейните звуци се изтръгват като дълбок жалостив стон от бездната, пълен антипод на Шилеровата „Ода на радостта“ от Бетховеновата Девета симфония.
Волята за творчество
В тази своя „най-необуздана книга“, както Томас Ман ще нарече романа, писателят разглежда съдбата на модерното изкуство, чийто висш морал е във волята за творчество – въпреки всичко и на всяка цена. Но „Доктор Фаустус“ е и равносметка на една конкретна историческа епоха. Защото времето, през което се разказва животът на немския композитор Адриан Леверкюн е време на ликуващи победи на хитлеризма, на безбройни престъпления, на опиянение от зловонието на газовите камери, време когато Германия потъва все по-дълбоко в бездната на политическото безумие, заразена от бацила на националсоциализма.
Романът завършва с проникновена, тиха молитва на разказвача Серенус Цайтблом за приятеля и родината. И макар до края на книгата да вее студ и безчовечност, все пак в спусналата се нощ остава да грее една самотна светлина като високото сол на виолончелото от лебедовата песен на композитора. В душата си Адриан Леверкюн е започнал да мечтае за едно друго изкуство, по-радостно, освободено от меланхолия, изпълнено от нова невинност, изкуство без страдание, душевно здраво, непатетично и доверчиво, изкуство, което ще е на „ти“ с човечеството. Това естетическо откровение е изказано със сдържан трепет в гласа, и то е повече от откровение – то е Предчувствие.
Самият Арнолд Шьонберг, истинският автор на серийната дванадесеттонова техника в музиката, отбелязва в една статия: „Съдбата ми ме тласна по трънливия път на додекафонията, но в мен винаги е живяло желанието да се върна към стария метод, затова понякога пиша и тонална музика!“ А в едно свое писмо Томас Ман споделя: „Разбирам новата музика само теоретически. Мисля, че я познавам добре, но всъщност не я обичам и не изпитвам наслада от нея.“
Още в есето си „Гьоте и Толстой“ от 1925 година създателят на „Доктор Фаустус“ определя понятието, в което трябва да се преодолее мнимата дилема между егоизма и алтруизма на художника и това понятие е ЛЮБОВТА. „Любовта към себе си и любовта към света са психологично съвършено неотделими една от друга“, заключава писателят. Този мотив, макар и в негативно изображение, се съдържа в равносметката на романа. Пародирайки и с това освобождавайки Фаустовата тема от нейната поетическа мистика, Томас Ман същевременно превръща своя Фауст в „герой на нашето време“, понесъл и изстрадал кръста на творческата Голгота, с поглед, отправен към бъдещето на изкуството.